# Guesálaz
Guesálaz (baskisch Gesalatz) ist ein nordspanisches Dorf und eine Gemeinde (municipio) mit 433 Einwohnern (Stand: 2024) im Süden der Autonomen Gemeinschaft Navarra. Die Gemeinde besteht aus den Ortschaften Arguiñano, Esténoz, Garísoain, Guembe, Irurre, Iturgoyen, Izurzu, Lerate, Muez, Muniáin und Vidaurre sowie aus den Weilern Arzoz, Irujo, Muzqui und Viguria.

## Lage und Klima
Guesálaz liegt gut 35 km (Fahrtstrecke) westsüdwestlich von Pamplona bzw. ca. 70 km nordöstlich von Logroño in einer Höhe von ca. 520 m. Der Alloz-Stausee (der aufgestaute Río Salado) begrenzt die Gemeinde im Westen. Das Klima ist gemäßigt bis warm; Regen fällt überwiegend im Winterhalbjahr.

## Bevölkerungsentwicklung
| Jahr      | 1970 | 1981 | 1991 | 2001 | 2011 | 2021 |
| Einwohner | 779  | 494  | 453  | 482  | 457  | 438  |

## Sehenswürdigkeiten
Muetz
- Kirche
- Michaeliskapelle

Genbe
- Antoniuskirche

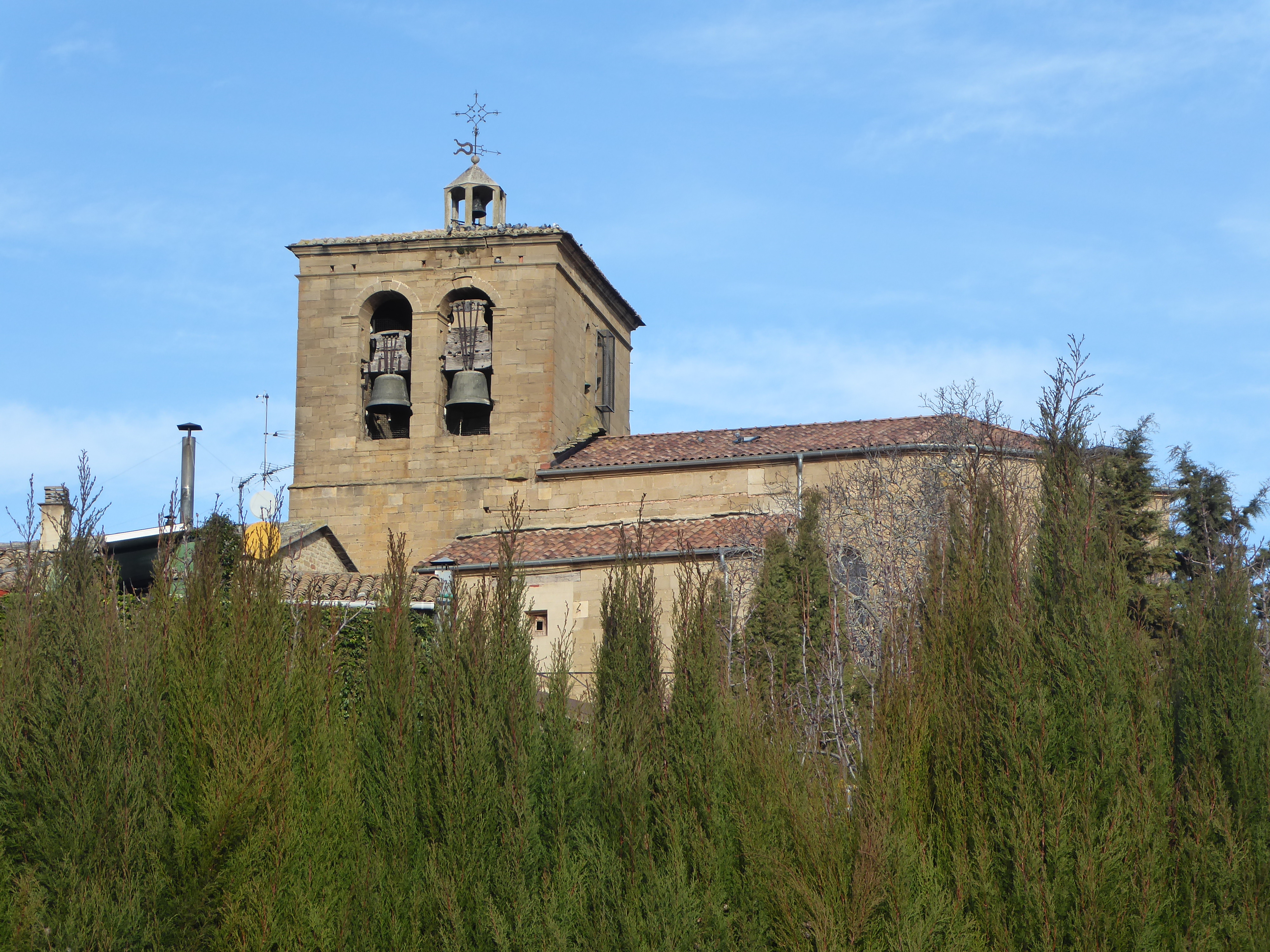
Kirche von Muetz
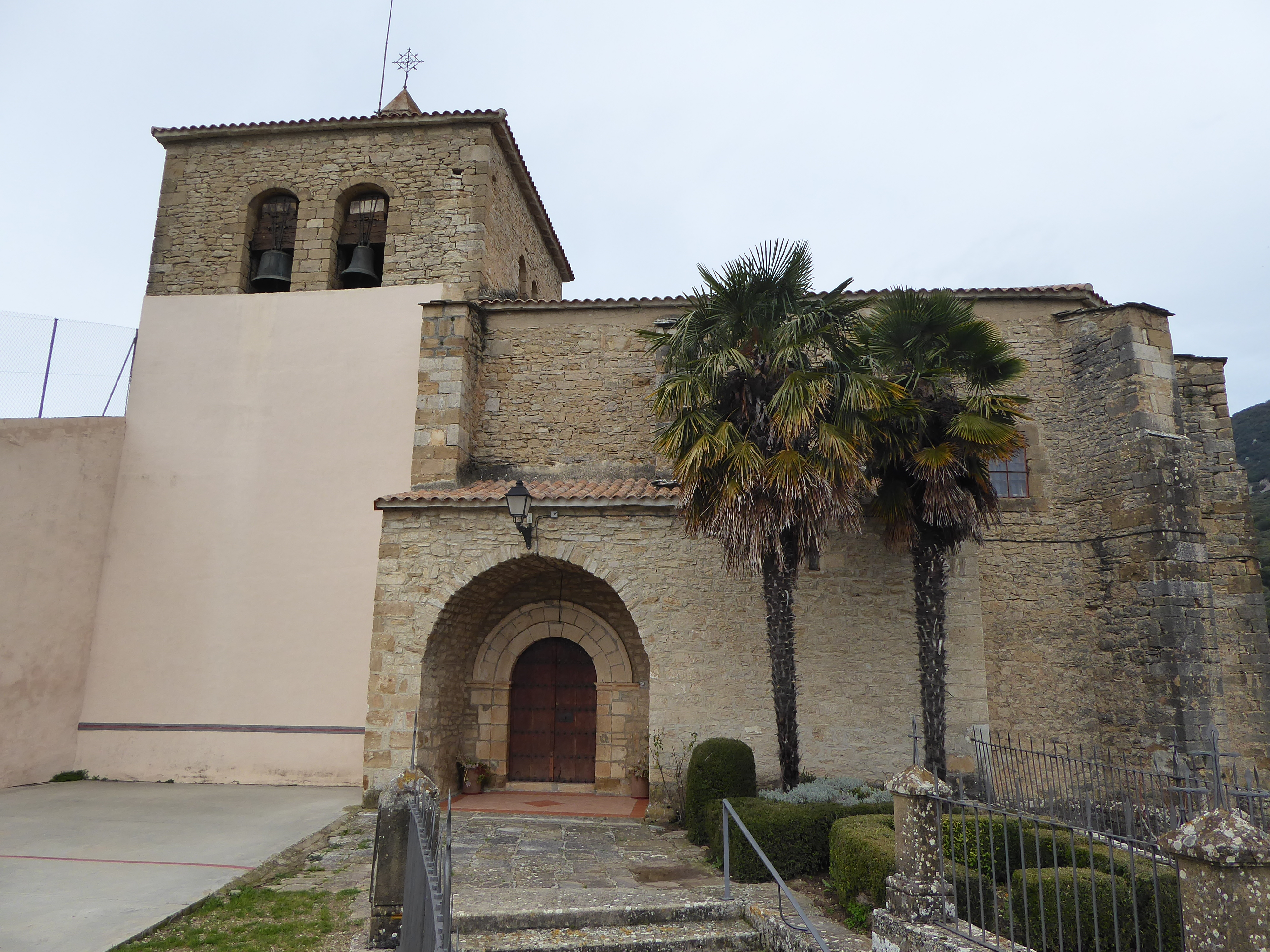
Antoniuskirche von Genbe